# 釜山交通公社FC
釜山交通公社FC（プサンギョトンゴンサ・チュックダン、日本語音読み:ふざんこうつうこうしゃ・エフシー、부산교통공사 축구단）は、韓国・釜山広域市にホームを置くサッカークラブである。K3リーグ所属。
2006年2月に創設され、同年3月に大統領杯で準優勝した。創設された2006年からナショナルリーグに参加している。2008年に初めてナショナルリーグプレーオフに進んだ。

## タイトル

### 国内タイトル
- ナショナルサッカー選手権大会：1回
  - 2010

- 大韓民国全国体育大会：4回
  - 2006、2009、2013、2014

## 歴代所属選手
- 劉孝眞 2006-2008
- 金聖吉 2009-
- 星野秀平(登録名は「ジャンボ」)2019-